# Kompleks (kemi)
 For alternative betydninger, se Kompleks. (Se også artikler, som begynder med Kompleks)
Et kompleks opstår når en ion (et enkelt ladet atom eller molekyle) binder flere ioner eller polære molekyler til sig. Denne ion kaldes i denne sammenhæng for centralatomet, og de bundne partikler kaldes for ligander. Koordinationstallet er antallet af bindinger som den centrale ion er bundet til. Dette er ofte lig antallet af ligander, men ikke altid da nogle ligander kan lave flere bindinger til den centrale ion, disse kaldes bidentate ligander. Er liganderne neutralt ladet har komplekset samme ladning som centralatomet.

## Navngivning
Komplekset navngives ved at nævne følgende i følgende rækkefølge:
[Koordinationstallet (med kemiske talord – di, tri, osv.)] + [Ligandens navn] + [Centralatomets navn og oxidationstal]
Er liganden negativ tilføjes -o til ionens navn, mens den generelle endelse -id fjernes. Er liganden positiv bruges det normale navn. Man skal dog være opmærksom på at nogle ligander har specielle navne.

## Eksempel
Hæm-molekylet (som giver blodet sin røde farve) består af en kompleksbinding.

## Eksterne links og henvisninger
1. ↑  komplekse forbindelser på denstoredanske.dk
2. ↑  Er blod altid rødt? på videnskab.dk
3. ↑  hæmoglobin på denstoredanske.dk

| Kemi | Spire Denne artikel om kemi er en spire som bør udbygges. Du er velkommen til at hjælpe Wikipedia ved at udvide den. |